# Thalaina inscripta
Thalaina inscripta är en fjärilsart som beskrevs av Walker 1855. Thalaina inscripta ingår i släktet Thalaina och familjen mätare. Inga underarter finns listade i Catalogue of Life.